# Gianluca Falsini
Gianluca Falsini, né le 2 février 1975 à Arezzo, est un footballeur italien. Il évoluait au poste de défenseur latéral gauche.

## Biographie
Formé à Parme, Gianluca Falsini joue principalement en faveur de l'Hellas Vérone, de la Reggina et de l'AC Sienne.
Il est sacré champion de deuxième division italienne en 1999 et remporte la Coupe d'Italie en 2002.
Au total, il dispute 167 rencontres en Serie A et 6 en Coupe de l'UEFA.

## Palmarès
- Champion d'Italie de Serie B en 1999 avec l'Hellas Vérone
- Vainqueur de la Coupe d'Italie en 2002 avec Parme